# Източни Малки Зондски острови
Източни Малки Зондски острови е една от провинциите на Индонезия. Населението ѝ е 5 112 760 жители (по преброяване от май 2015 г.), а има площ от 48 718 кв. км. Намира се в часова зона UTC+8.
Религиозният ѝ състав през 2010 г. е: 54,56% католици, 34,32% протестанти, 8,05% мюсюлмани и 3,07% други. Провинцията е разделена административно на 1 град и 20 регентства и е основана през 1958 г.